# Phidippus mimicus
Phidippus mimicus är en spindelart som beskrevs av Edwards 2004. Phidippus mimicus ingår i släktet Phidippus och familjen hoppspindlar. Inga underarter finns listade i Catalogue of Life.